# Еготьевский тупик
Его́тьевский тупи́к (название с XIX века либо с 26 августа 1960 года) — тупик в Южном административном округе города Москвы на территории района Орехово-Борисово Северное.

## История
Тупик получил своё название в XIX веке (по другим данным — 26 августа 1960 года) по фамилии архитектора И. В. Еготова (1756—1815), участвовавшего в восстановлении и строительстве зданий Кремля, ученика В. И. Баженова.

## Расположение
Еготьевский тупик, являясь продолжением Воздушной улицы, проходит по территории музея-заповедника «Царицыно» на северо-запад и оканчивается, не доходя до Дольской улицы. Нумерация домов начинается от Воздушной улицы.

## Примечательные здания и сооружения
По чётной стороне:
- д. 4, стр. 2 — Всероссийская школа пчеловодства;
- д. 6 — частный дом.

## Транспорт

### Автобус
По Еготьевскому тупику наземный общественный транспорт не проходит. Севернее тупика, на Новоцарицынском шоссе, расположена остановка «Дольская улица» автобусов м82, с854.

### Метро
- Станция метро «Орехово» Замоскворецкой линии — юго-восточнее тупика, в Шипиловском проезде.
- Станция метро «Царицыно» Замоскворецкой линии — северо-западнее тупика, на пересечении Каспийской и Луганской улиц.

### Железнодорожный транспорт
- Станция Царицыно Курского направления Московской железной дороги — северо-западнее тупика, между Бутовской, Каспийской и Луганской улицами и улицей Тюрина.